# Rosalind Fox Solomonová
Rosalind Fox Solomonová (nepřechýleně Rosalind Fox Solomon; 2. dubna 1930 – 23. června 2025) byla americká fotografka žijící v New Yorku. V roce 2007 získalo Centrum pro kreativní fotografii Arizonské univerzity archiv Solomonové, který zahrnuje její fotografický archiv, knihy a video díla. V roce 2019 získala cenu Infinity Award za celoživotní dílo od Mezinárodního centra fotografie. Její práce jsou uloženy ve sbírkách Centra pro kreativní fotografii, Muzea moderního umění, Francouzské národní knihovny, Victoria and Albert Museum a Die Photographische Sammlung/SK Stiftung Kultur.

## Raný život a vzdělání
Solomonová se narodila 2. dubna 1930 v Highland Parku ve státě Illinois. V roce 1947 absolvovala střední školu Highland Park High School. Navštěvovala Goucher College v Baltimore v Marylandu, kde v roce 1951 promovala s bakalářským titulem v oboru politologie.

## Před fotografií
Později se Solomonová stala regionální ředitelkou pro jih USA v organizaci Experiment in International Living. V této funkci navštěvovala komunity po celém jihu Spojených států a najímala rodiny, aby hostily mezinárodní hosty a osobně komunikovaly s jinými kulturami.
V srpnu 1963 cestovala Solomonová do Washingtonu, D.C., na pohovor s oddělením pro rovné zaměstnání Agentury Spojených států pro mezinárodní rozvoj (USAID), které tehdy zavádělo program pro náboráře a konzultanty na částečný úvazek v různých regionech Spojených států. Solomonová a skupina zaměstnanců USAID včetně Rogera Wilkinse (synovce Roye Wilkinse) se připojili k pochodu na Washington za práci a svobodu, během kterého Martin Luther King pronesl svůj slavný projev „Mám sen“. Následně v rámci své práce pro USAID cestovala Solomonová na historicky černošské vysoké školy v Alabamě, Georgii, Mississippi a Tennessee, kde hovořila se studenty a fakultou o pracovních příležitostech v zahraničí.

## Fotografie
V roce 1968 se dobrovolnická práce Solomonové v rámci organizace Experiment in International Living přesunula do Japonska, kde pobývala u rodiny poblíž Tokia. Tam, ve věku 38 let, začala Solomonová používat fotografickou kameru Instamatic ke sdělování svých pocitů a myšlenek. Toto byl výchozí bod pro její fotografickou praxi, která zahrnuje i prózu související s jejími životními zkušenostmi.
Po svém návratu do Spojených států Solomonová pravidelně fotografovala. V roce 1969 si koupila Nikkormat a v zahradním domku zpracovávala 35 mm černobílý film a tiskla své první snímky. V roce 1971 začala s přerušovanými studiemi u Lisette Modelové během návštěv New Yorku (které pokračovaly až do roku 1977). V roce 1974 používala fotoaparát středního formátu. Panenky, děti a figuríny byly některými z jejích prvních námětů, spolu s portréty a rituály. Pracovala výhradně s černobílým filmem.
V roce 1975 začala Solomonová fotografovat v nemocnici Baroness Erlanger v Chattanooze v Tennessee. Fotografovala lidi zotavující se z operací, zranění a nemocí. Začátkem roku 1977 Solomonová fotografovala Williama Egglestona, jeho rodinu a přátele v Tennessee a Mississippi. Přestěhovala se do Washingtonu, kde v letech 1977 a 1978 fotografovala umělce a politiky pro sérii "Outside the White House" („Před Bílým domem“). V letech 1978 a 1979 fotografovala také v Guatemalské vysočině. Její zájem o to, jak se lidé vyrovnávají s nepřízní osudu, ji vedl k tomu, že byla svědkem šamanských obřadů a pohřbu a pořizovala fotografie z velikonočních průvodů.
V roce 1980 začala Solomonová pracovat v Áncash v Peru, kam se s přestávkami vracela na více než 20 let. Fotografie pořizovala na hřbitovech, kde byly stále patrné škody způsobené zemětřesením v Ancashi v roce 1970. Pokračovala ve fotografování šamanů, hřbitovů, pohřbů a dalších rituálů. Také zachycovala lidi žijící v subsistenční ekonomice, kteří čelí extrémům života prostřednictvím katolických, evangelikálních a původních obřadů.
Díky stipendiu Amerického institutu indických studií začala Solomonová v roce 1981 fotografovat festivalové rituály v Indii. Vyjádření ženské energie a síly nalezla v podobách postav bohyní vytvořených v sochařských komunitách v Kalkatě. V letech 1982 a 1983 v této práci pokračovala. Během svého pobytu fotografovala umělce, včetně malíře Ganeshe Pynea a filmaře Satyagita Raye. Také portrétovala dalajlámu a fotografovala premiérku Indiru Gándhíovou. 
V letech 1987 a 1988 Solomonová fotografovala lidi s AIDS o samotě, s jejich rodinami a s jejich milenci. Výsledkem projektu byla výstava Portréty v době AIDS v Grey Gallery of Art Newyorské univerzity v roce 1988.
V roce 1988, s obavami z nárůstu etnického násilí ve světě, podnikla svou první cestu do Polska. Pracovně se do Polska vrátila v roce 2003. Také v roce 1988 ji zájem o rasové vztahy a etnické násilí zavedl do Severního Irska, Zimbabwe a Jižní Afriky. V projektu pokračovala v letech 1989 a 1990 v Severním Irsku a Jižní Africe. V 90. letech navštívila nemocnice v Jugoslávii a rehabilitační centra pro oběti min v Kambodži a fotografovala oběti americko-vietnamské války poblíž Hanoje.
Solomonová fotografovala v Izraeli a na Západním břehu Jordánu po dobu pěti měsíců v letech 2010 a 2011 jako součást projektu This Place. Vytvořila portréty lidí v Izraeli a na Západním břehu Jordánu. Fotografovala Palestince v Dženínu a byla jen pár minut odtud, když byl v dubnu 2011 zastřelen izraelsko-palestinský herec a režisér Divadla Svoboda Juliano Mer-Khamis.

## Osobní život a smrt
Provdala se za Joela W. (Jaye) Solomona (1921–1984), se kterým měla dvě děti. Manželství skončilo rozvodem.
Solomonová cestovala lodí do Belgie a Francie v rámci programu The Experiment in International Living. Zemřela v New Yorku 23. června 2025 ve věku 95 let.

## Publikace

### Knihy Solomonové o fotografii

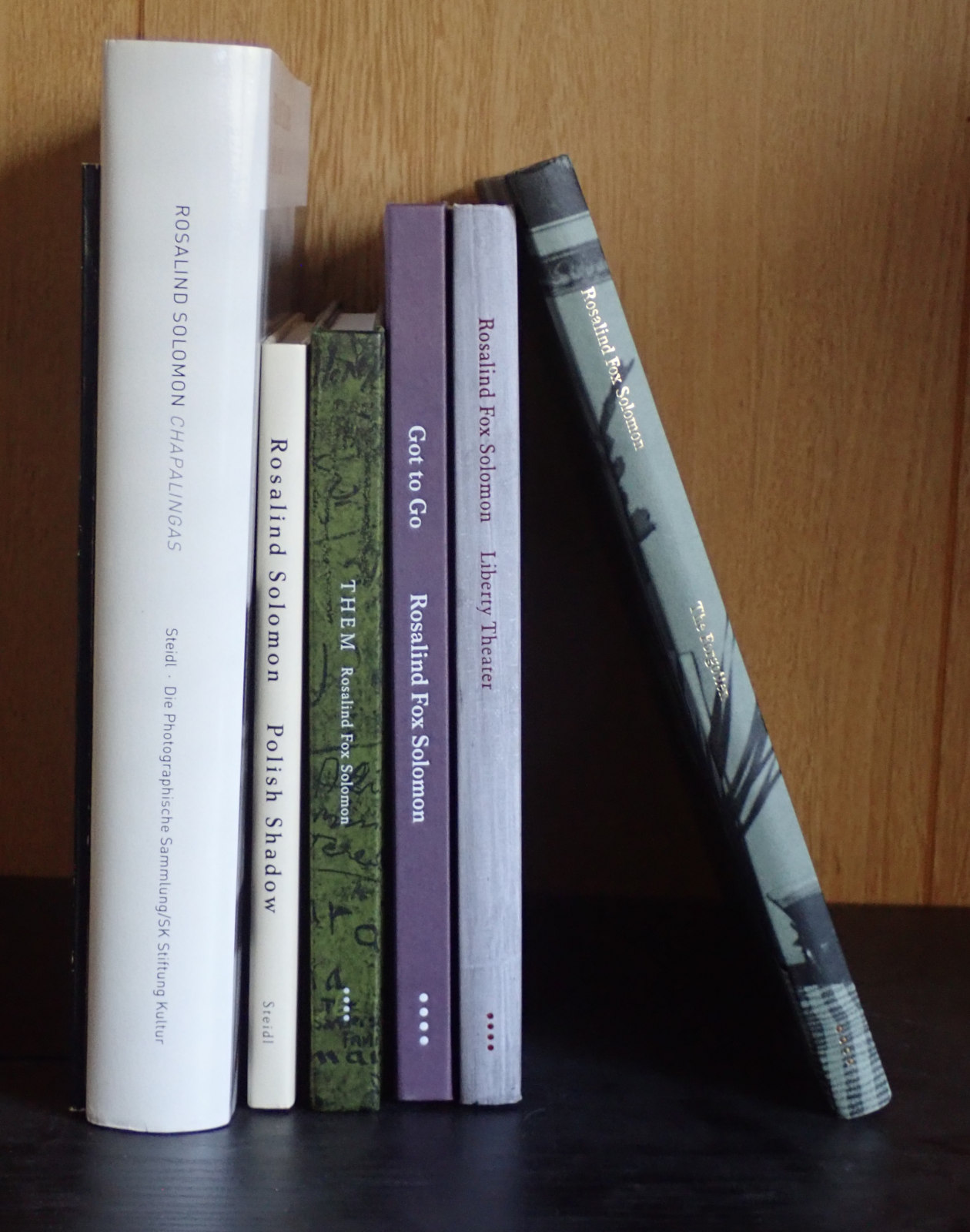
Některé fotoknihy a katalogy od Solomonové. (Tenká černá brožovaná vazba vlevo je El Perú y Otros Lugares.)

- Jan Szarkowski. Mirrors and Windows: American Photography Since 1960. (Zrcadla a okna: Americká fotografie od roku 1960.) Katalog výstavy konané v Muzeu moderního umění v roce 1978 a jinde v letech 1978–1980. ISBN 0870704753,ISBN 0870704761[23]
- Susan Kismaric. American Children: Photographs from the Collection of the Museum of Modern Art. (Americké děti: Fotografie ze sbírky Muzea moderního umění.) New York: Muzeum moderního umění, 1980. ISBN 0870702327 ,ISBN 0870702297.
- Keith F. Davis, ed. Toulavá toulavost: Dílo osmi současných fotografů z fotografické sbírky Hallmark. Kansas City, MO: Hallmark Cards. Distribuce: Albuquerque, Nové Mexiko: University of New Mexico Press, 1987. ISBN 0875296211.
- Susan Kismaric. Američtí politici: Fotografie z let 1843 až 1993. New York: Muzeum moderního umění, 1994. ISBN 9780870701573 ,ISBN 9780810961357 ,ISBN 9780870701580.
- Vincent Gerard a Cedric Laty. Eggleston ve filmu. 85 minut. 2005
- Amerika: die soziale Landschaft 1940 až 2006: Meisterwerke amerikanischer Fotografie = Amerika: Sociální krajina od roku 1940 do roku 2006: Mistrovská díla americké fotografie. Bologna, Itálie: Damiani; Vídeň: Kunsthalle Wien, 2006. ISBN 9788889431689. Katalog výstavy konané v Kunsthalle Wien.
- Charlotte Cottonová, ed. This Place. Londýn: Mack, 2014. ISBN 9781910164136. Fotografie Izraele a Západního břehu od Frédérica Brennera, Wendy Ewaldové, Martina Kollára, Josefa Koudelky, Jungjina Lee, Gillese Peresse, Fazala Sheikha, Stephena Shorea, Solomonové, Thomase Strutha, Jeffa Walla a Nicka Waplingtona.
- Gabriele Conrath-Scholl a Stephan Berg, eds. S jinými očima. Das Porträt in der zeitgenössischen Fotografie = Jinýma očima: Portrét v současné fotografii. Kolín nad Rýnem: Snoeck, 2016. ISBN 978-3-86442-158-7. Katalog výstavy 2016.

### Nahrávky od Solomonové
- Corazón: Songs and Music Recorded in Peru by Rosalind Solomon. (Corazón: Písně a hudba nahrané v Peru Rosalindou Solomonovou.) Folkways Records FSS 34035, 1985. Nahráno, produkováno a s fotografiemi Solomonové. Znovu vydáno nakladatelstvím Smithsonian Folkways.[pozn. 1]
- Indian Love Rites: Durga Puja and Kali Puja in Calcutta. (Indické milostné obřady: Durga Puja a Kali Puja v Kalkatě.) Záznamy etnických lidových tradic FE 4349, 1986. Nahrávku vytvořila Solomonová a doplněnou fotografiemi, které pořídila ona. Zvuky Durga Púdže a Kali Púdže. Znovu vydáno nakladatelstvím Smithsonian Folkways.[pozn. 2]

## Výstavy

### Samostatné výstavy
- 1972: University of Tennessee, Chattanooga, Union Depot.[24]
- 1973: Neikrug Galleries, New York, Journey through India and Nepal.[24]
- 1975: Birmingham Museum of Art, Birmingham, Alabama, First Mondays in Scottsboro.[24]
- 1976: Neikrug Galleries, New York, Dolls and Manikins.[24]
- 1977: National Women's Conference, Houston, Texas, Third World Women.[24]
- 1978: Sander Gallery, Washington, D.C. and The Photographers' Gallery, Londýn, Alabama Portraits.[24]
- 1980: Sander Gallery, Washington, D.C., Selected Images.
- 1980: Corcoran Gallery of Art, Washington, D.C., Rosalind Solomon: Washington.[24][25][26]
- 1981: University of Tennessee, Chattanooga, First Mondays in Scottsboro.[24]
- 1982: George Eastman House, Rochester, New York, Rosalind Solomon: India, Marianne Fulton (tour included Smithsonian American Art Museum).[24]
- 1982: Film in the Cities, Minneapolis, Minnesota Rosalind Solomon: Peru.
- 1982: Ikona Gallery, Venice, Italy, Rosalind Solomon: Peru.[24][27]
- 1984: American Center, New Delhi, Rosalind Solomon: India.[24][28]
- 1984: Kraushauer Gallery, Goucher College, Towson, Maryland, Rosalind Solomon Photography.[24]
- 1984: Tisch School of the Arts, The Photo Gallery, New York University, Rosalind Solomon Photographs.[24]
- 1985: Národní přírodovědné muzeum, fotografie indických festivalů.[29]
- 1986: Museum of Photographic Arts, San Diego, Kalifornie, Rosalind Solomon: Earth Rites.[24][30]
- 1986: Muzeum moderního umění, New York, Rosalind Solomon: Ritual, Photographs 1975–1985, Peter Galassi.[1][3][31]
- 1986: Espace, Union des Banques, Paris, Rosalind Solomon Photographies, Ghislaines Richard-Vitton.[24]
- 1986: Lieberman and Saul Gallery, New York, Rosalind Solomon.[24]
- 1987: Catskill Center for Photography, Woodstock, New York, In a New Light.
- 1988: Museum voor Volkenkunde, Rotterdam, the Netherlands, Rosalind Solomon: Earthrites.[24]
- 1988: Grey Art Gallery and Study Center, New York University, New York, Rosalind Solomon: Portraits in the Time of AIDS.[32]
- 1988: Etherton Gallery, Tucson, Arizona, Rosalind Solomon: Ritual, Photographs 1976–1987.[24][33]
- 1989: Winfisky Gallery, Salem, Massachusetts, Rosalind Solomon.
- 1990: Museum of Contemporary Photography, Chicago, Illinois, Rosalind Solomon: Rites and Ritual.[34]
- 1990: Kathleen Ewing Gallery, Washington DC.[35]
- 1991: PGI Photo Gallery International, Tokyo, Rosalind Solomon: Photographs.[24]
- 1992: Instituto de Estudios Norteamericanos, Badalona and Bilbao Cultural Center, Bilbao, Spain, Rosalind Solomon: Disconnections.[24]
- 1995: Port Washington Public Library, Port Washington, New York, Rosalind Solomon: Photographs.[24]
- 1995: Beth Urdang Gallery, Boston, Massachusetts, Rosalind Solomon: Photographs.[24]
- 1996: Museo de Arte de Lima, Lima, Peru, El Perú y Otros Lugares = Peru and Other Places. kurátoři: Natalia Majluf a Jorge Villacorta.[36][37]
- 2003: Galerie Thomas Zander, Kolín nad Rýnem, Německo, Eleven Portraits of Eggleston.
- 2003: Die Photographische Sammlung/ SK Stiftung Kultur, Kolín nad Rýnem, Německo, Chapalingas.[38][39]
- 2005–2006: Musée Nicéphore Niépce, Chalon-sur-Saône, France, Chapalingas. Sedmdesát tisků.[40][41][42]
- 2005: Willy-Brandt-Haus, Berlin, Close and Distant – Poland.[43][44]
- 2006: Foley Gallery, New York, American Pictures from Chapalingas 1976–2000.[39][45]
- 2008: Bruce Silverstein Gallery, New York, Inside Out. Autoportréty.[46][47]
- 2010: Bruce Silverstein Gallery, New York, Ritual.[48]
- 2013: Bruce Silverstein Gallery, New York, Portraits in the Time of AIDS, 1988.[49][50][51][52]
- 2015: Paris Photo (presented by Bruce Silverstein gallery), Portraits in the Time of AIDS, 1988.[53]
- 2016: Bruce Silverstein Gallery, New York, Got to Go. 25 tisků a desetiminutové video.[54][55][56]
- 2018: Stephen Bulger Gallery, Toronto, Liberty Theater.[57]
- 2021: Foley Gallery, New York, The Forgotten.[58]

### Skupinové výstavy
- 1987: Burden Gallery, Aperture Foundation, New York, Mothers and Daughters. Společně s: Bruce Davidson, Joel Meyerowitz, Niki Berg, Danny Lyon, Kathleen Kenyon a Jill Freedmanová.[59]
- 1996: Brooklynské muzeum, New York, Latin American Photography: A Spiritual Journey, kurátorka: Barbara Milstein.[60]
- 2002: Sepia International, New York, Dream Street. Díla padesáti fotografů.[61]
- 2006: MUSA Museum auf Abruf, Vienna, part of the European Month of Photography / Monat der Fotografie.
- 2006: Kunsthalle Wien, Vienna, Americans, part of the European Month of Photography / Monat der Fotografie. Photographs by Helen Levitt, Robert Frank, Lee Friedlander, Bruce Davidson, Gordon Parks, Burk Uzzle, Diane Arbus, Peter Hujar, Richard Avedon, Larry Clark, Rosalind Solomonová, Ed Templeton, Ryan McGinley; kurátor: Peter Weiermair.[62][63]
- 2006: Muzeum moderního umění, New York, Person, People, and Place.
- 2006: Sepia International, New York, Sepia at Seven.[64]
- 2006: Salle d’exposition du quai Antoine ler, Monaco, La Trajectoire de regard: Une exposition de photographies du XXe siècle.[65]
- 2006: Photo Gallery International, Tokyo, American Photographers: Fine Prints.
- 2006: Rubin Museum of Art, New York, Holy Madness: Portraits of Tantric Siddhas.[66]
- 2007: Lisette Model and Her Successors, Aperture Foundation, New York. Výstava 14. fotografů.[67][68]
- 2008: Lisette Model and Her Successors, Presentation House Gallery, North Vancouver.[69]
- 2009: Lisette Model and Her Successors, Mt. Holyoke College Art Gallery, MA.[70]
- 2010: Discoveries, Bruce Silverstein Gallery, New York.[71]
- 2010: Muzeum moderního umění, NY. The Original Copy: Photography of Sculpture, 1839 to Today.[72]
- 2010: Muzeum moderního umění, NY. Pictures by Women: A History of Modern Photography. Čtyři tisky.[73]
- 2014–2015: Centrum současného umění DOX, Praha. This Place. Světová premiéra monumentálního fotografického projektu představila práce 12 světových fotografů a jejich pohled na Izrael a Západní břeh Jordánu This Place, by Frédéric Brenner, Wendy Ewald, Martin Kollár, Josef Koudelka, Jungjin Lee, Gilles Peress, Fazal Sheikh, Stephen Shore, Solomonová, Thomas Struth, Jeff Wall, Nick Waplington.[74][75][76]
- 2015: Tel Aviv Museum of Art. This Place.[74][77][78][79]
- 2015: MoMA PS1, New York. Greater New York. 11 tisků.[80][81]
- 2015–2016: Norton Museum of Art, West Palm Beach, Florida. This Place.[74][82]
- 2016: Die Photografische Sammlung / SK Stiftung Kultur, Kolín nad Rýnem; Kunstmuseum Bonn. Mit anderen Augen. Das Porträt in der zeitgenössischen Fotografie = With Different Eyes: The Portrait in Contemporary Photography.[83]
- 2016: Brooklynské muzeum, NY. This Place.[74][84][85][86][87]

## Hlavní sbírky
V roce 2007 získalo Centrum pro kreativní fotografii Arizonské univerzity archiv Solomonové, který zahrnuje její fotografický archiv, knihy a video díla.
- Center for Creative Photography, University of Arizona, Tucson, Arizona.[89]
- Muzeum moderního umění. "57 works online".[90]
- Bibliothèque nationale de France, Paris. Over 90 prints.[91]
- Victoria and Albert Museum, Londýn. 27 prints.[92]
- Die Photographische Sammlung / SK Stiftung Kultur. Asi 50 děl.[93]

## Ceny a ocenění
- 1979: Guggenheimovo stipendium [94]
- 1989: Stipendium Národní nadace pro umění[1]
- 80. léta: Granty od Amerického institutu indiánských studií [1]
- 2011: Čestný titul z Goucher College[95]
- 2016: Lucie Awards v kategorii Portrétní umění[96]
- 2019: Cena Mezinárodního centra fotografie Infinity Awards: Za celoživotní dílo[97]